# 基什馬河

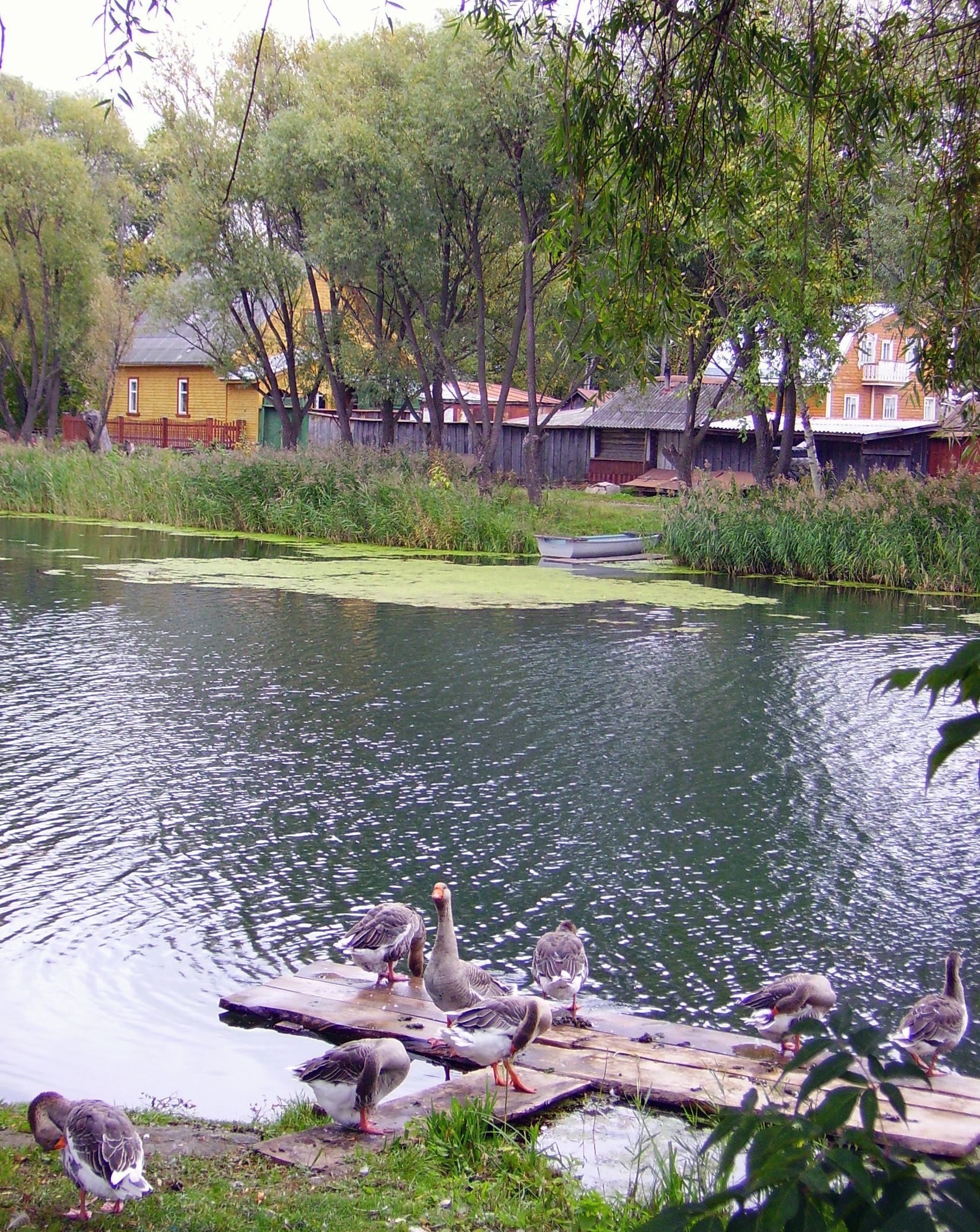

基什馬河（俄语：Кишма），是俄羅斯的河流，位於該國西部下諾夫哥羅德州，屬於奧卡河的右支流，流經托斯坎卡湖，河道全長71公里，流域面積795平方公里。
56°03′45″N 43°07′11″E / 56.0625°N 43.1198°E